# Krönung von Tvrtko I.

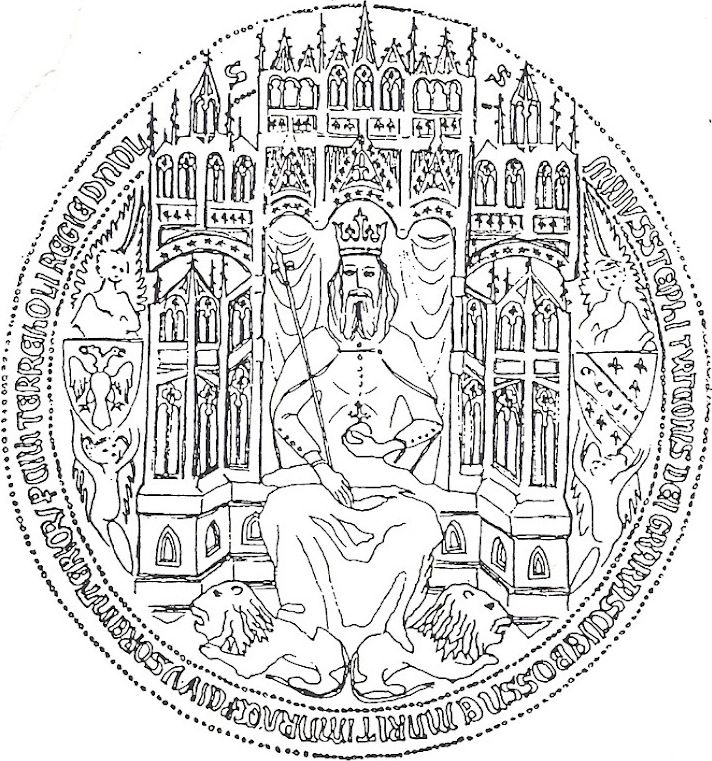
Siegel des Königs Tvrtko I. (Zeichnung). Zu seiner Linken das Wappen der Nemanjiden (Serbien) und zu seiner Rechten das Wappen der Kotromanić (Bosnien).

Der Ban von Bosnien Tvrtko I. Kotromanić wurde am 26. Oktober 1377 zum ersten König von Bosnien gekrönt. Sein vollständiger Krönungstitel lautete „König von Raszien, Bosnien und des Küstenlandes“ (lateinisch rex Rasciae, Bosniae, maritimarurnque partium). Tvrtko leitete seinen Anspruch auf den serbischen Thron aus der verwandtschaftlichen Verbindung der Kotromanićs mit den Nemanjiden ab. Mit der Annahme des Königstitels nannte Tvrtko sich Stefan Tvrtko (altgriechisch Στέφανος, lateinisch Stephanus = der Gekrönte).
Als Ort der Krönung gilt in der traditionellen Historiographie das serbisch-orthodoxe Kloster Mileševa, welches erst kurz zuvor in den bosnischen Herrschaftsbereich gelangt war. Das Kloster war vor allem durch das Grab Savas bedeutend, der als Heiliger verehrt wird. Der Krönungsort wird seit der ersten Hälfte des 20. Jahrhunderts, insbesondere jedoch seit archäologischen Entdeckungen in den 1960er Jahren verschiedentlich in Frage gestellt. So soll Tvrtko I. stattdessen in der Kirche von Mile (heute Arnautovići) auf dem Gebiet von Visoko in Zentralbosnien gekrönt worden sein. Einzelne Historiker vermuteten gar, dass Tvrtko zweimal gekrönt worden sei, in Mile zum König Bosniens und in Mileševa zum Herrscher Serbiens.